# Cecilie Leganger
Cecile Leganger (Bergen, 1975. március 12. –) norvég olimpiai bronzérmes kézilabdajátékos. 2001-ben a világ legjobbjának választották.
Leganger 13 évesen kezdett kézilabdázni a Lov-Ham együttesénél, majd innen a Fyllingen Handballhoz, majd pedig a Tertnes IL csapatához ment. Ezután kiégettnek érezte magát, és egy évre felhagyott a kézilabdázással. 1997-ben tért vissza a Bakkelaget SK csapatában. Az itt eltöltött négy év során összesen öt nemzeti és nemzetközi trófeát hódított el. Ezután úgy döntött, hogy visszatér korábbi csapatába, a Ternes IL-be. Két évvel később azonban külföldre igazolt, a szlovén sztárcsapathoz, a Krim Ljubljanához szerződött. Ezzel a csapattal sikerült eljutnia a Bajnokok Ligája döntőjéig.
A 2012–2013-as végével Leganger befejezte aktív pályafutását. Akkori csapatának a Larvik HK-nak a kapusa, Lene Rantala azonban 2013 őszén megsérült, helyére Legangert sikerült meggyőzniük a visszatérésről. A 2013–2014-es szezon végén végleg visszavonult a kézilabdázástól.
A válogatottban 1993. február 2-án debütált, azóta már Európa-bajnokságot és világbajnokságot is sikerült nyernie. 2000-ben az olimpiai bronzérmes norvég válogatott tagja volt.

## Sikerei

### Válogatottban
- Európa-bajnok: 1998-ban
- Világbajnok 1999-ben

Négy világbajnokságon (1993, 1995, 1999, 2001), és két Európa-bajnokságon (1994, 1998) került be az All-star csapatba.

### Klubcsapatban
- Kupagyőztesek Európa Kupája győztes: 1998, 1999, 2009
- Norvég bajnok: 1999, 2011, 2012, 2013, 2014
- Norvég-kupa győztes: 1999, 2001
- Szlovén bajnok: 2004
- Szlovén-kupa győztes: 2004
- EHF Bajnokok Ligája győztes: 2005, 2007, 2011
- Dán bajnok: 2007
- Dán-kupa győztes: 2005
- A norvég bajnokság legjobb kapusa: 2001, 2002, 2011, 2012
- A dán bajnokság legjobb kapusa: 2005, 2006, 2007, 2008